# Meisdorf
Meisdorf is een stadsdeel van de Stad Falkenstein/Harz in de Landkreis Harz in Saksen-Anhalt in Duitsland. Meisdorf ligt aan de Uerdinger Linie, in het traditionele gebied van het Nederduits. Bezienswaardig is de paronaatskerk in Meisdorf.
Andere stadsdelen van Falkenstein/Harz zijn Endorf, Neuplatendorf en Ermsleben.